# Vincent Clerc
Vincent Clerc (Échirolles, 7 de mayo de 1981) es un exjugador francés de rugby que se desempeñaba como wing. Es el máximo anotador de tries de la Copa de Campeones con 37.

## Selección nacional
Fue convocado a Les Bleus por primera vez en noviembre de 2002 para enfrentar a los Springboks y jugó su último test match en el Torneo de las Seis Naciones 2013 contra el XV del Cardo.
En total jugó 67 partidos y marcó 170 puntos, productos de 34 tries. Es el segundo máximo anotador de tries en la historia de su seleccionado, solo por detrás de la leyenda Serge Blanco.

### Participaciones en Copas del Mundo
En Francia 2007 Les Blues eran los favoritos pero trompezaron en la inauguración del torneo cayendo derrotados por Argentina 12–17 y terminaron segundos en el grupo. En un partido memorable, ganaron a los All Blacks 20–18 (este fue el peor mundial de Nueva Zelanda), en semifinales enfrentaron a los vigentes campeones del mundo: el XV de la Rosa, siendo vencidos 9–14 y nuevamente perdieron ante los Pumas 10–34 por el tercer puesto.
En Nueva Zelanda 2011 los franceses avanzaron a la fase final de milagro, ya que perdieron dos partidos en su grupo, derrotaron a los Dragones rojos en semifinales y fueron vencidos en la final por los anfitriones. Clerc marcó 6 tries y resultó el máximo anotador del torneo, compartido con Chris Ashton.
| Mundial                       | Sede          | Resultado     | PJ | Tries |
| ----------------------------- | ------------- | ------------- | -- | ----- |
| Copa Mundial de Rugby de 2007 | Francia       | Cuarto puesto | 6  | 5     |
| Copa Mundial de Rugby de 2011 | Nueva Zelanda | Subcampeón    | 7  | 6     |

## Palmarés
- Campeón del Torneo de las Seis Naciones de 2004, 2007 y 2010.
- Campeón de la Copas de Campeones de 2002–03, 2004–05 y 2009–10.
- Campeón del Top 14 de 2007–08, 2010–11 y 2011–12.